# San Fernando (La Union)
San Fernando è una città componente delle Filippine, capoluogo della Provincia di La Union e della Regione di Ilocos.
San Fernando è formata da 59 baranggay:
- Abut
- Apaleng
- Bacsil
- Bangbangolan
- Bangcusay
- Barangay I (Pob.)
- Barangay II (Pob.)
- Barangay III (Pob.)
- Barangay IV (Pob.)
- Baraoas
- Bato
- Biday
- Birunget
- Bungro
- Cabaroan (Negro)
- Cabarsican
- Cadaclan
- Calabugao
- Camansi
- Canaoay

- Carlatan
- Catbangen
- Dallangayan Este
- Dallangayan Oeste
- Dalumpinas Este
- Dalumpinas Oeste
- Ilocanos Norte
- Ilocanos Sur
- Langcuas
- Lingsat
- Madayegdeg
- Mameltac
- Masicong
- Nagyubuyuban
- Namtutan
- Narra Este
- Narra Oeste
- Pacpaco
- Pagdalagan
- Pagdaraoan

- Pagudpud
- Pao Norte
- Pao Sur
- Parian
- Pias
- Poro
- Puspus
- Sacyud
- Sagayad
- San Agustin
- San Francisco
- San Vicente
- Santiago Norte
- Santiago Sur
- Saoay
- Sevilla
- Siboan-Otong
- Tanqui
- Tanquigan